# Lepanthes stenosepala
Lepanthes stenosepala är en orkidéart som beskrevs av Carlyle August Luer och Béhar. Lepanthes stenosepala ingår i släktet Lepanthes och familjen orkidéer. Inga underarter finns listade i Catalogue of Life.